# Loop perforation
Loop perforation (traducibile letteralmente come perforazione del ciclo) è una tecnica di calcolo approssimato che consente di saltare regolarmente iterazioni di un ciclo.
Questa tecnica necessita di un parametro: il fattore di salto, detto comunemente detto skip factor. Lo skip factor può essere interpretato come il numero di iterazioni saltate ogni volta o come il numero di iterazioni da eseguire prima di saltarne una.

## Esempi pratici
Gli esempi seguenti mostrano il risultato di una loop perforation applicata su questo codice sorgente in stile C.
```
for
 
(
 
int
 
i
 
=
 
0
;
 
i
 
<
 
N
;
 
i
++
 
)
 
{

     
// corpo del ciclo

 
}

```

### Salta n iterazioni ogni volta
```
for
 
(
 
int
 
i
 
=
 
0
;
 
i
 
<
 
N
;
 
i
++
 
)
 
{

     
// corpo del ciclo

     
i
 
=
 
i
 
+
 
skip_factor
;

 
}

```

### Salta una iterazione ogni n
```
int
 
count
 
=
 
0
;

 
for
 
(
 
int
 
i
 
=
 
0
;
 
i
 
<
 
N
;
 
i
++
 
)
 
{

     
if
 
(
count
 
==
 
skip_factor
)
 
{

         
count
 
=
 
0
;

     
}
 
else
 
{

         
// corpo del ciclo

         
count
++
;

     
}

 
}

```